# Концевенко, Виктор Николаевич
Виктор Николаевич Концевенко (12 января 1962, Уфа, СССР — 2002) — советский и российский футболист, нападающий.
Воспитанник футбольной школы «Гастелло» Уфа, первый тренер Ю. А. Шаговой. Дебютировал во второй лиге в 1979 в составе «Торпедо» Таганрог. Армейскую службу проходил в 1980—1981 годах в ростовском СКА, в составе которого сыграл единственный матч в высшей лиге — 4 июля 1980 года в домашнем матче 16 тура против московского «Динамо» (1:1) вышел на замену на 86-й минуте. Позже играл в командах низших лиг СССР и России «Ростсельмаш» Ростов (1982), «Атоммаш» Волгодонск (1983—1985), «Ротор» Волгоград (1985—1986), СКА (Ростов-на-Дону) (1987—1989), «Локомотив» НН (1990), «Металлург» Липецк (1990), «Шахтёр» Шахты (1991—1992, 1994—1996), АПК Азов (1992—1993), КДС «Самрау» Уфа (1993), «Металлург» Красный Сулин (1995).
Скончался в 2002 году в Ростове-на-Дону.